# Bangaru Laxman
Bangaru Laxman, né le 17 mars 1939 à Hyderabad (Andhra Pradesh) et mort le 1er mars 2014 dans la même ville, est un homme politique indien.

## Biographie
Issu d'une famille de la caste des intouchables, il étudie à l'université Osmania d'Hyderabad et obtient un Bachelor of Arts, puis un Bachelor of Laws. 

### Carrière politique
Dès l'âge de 12 ans, il se joint à l'organisation nationaliste Rashtriya Swayamsevak Sangh (RSS). En 1958, il devient fonctionnaire de l'État d'Andhra Pradesh. En 1969, il se consacre totalement à la politique et entre au Jana Sangh, l'aile politique du RSS. En 1975, il est emprisonné pendant plus de seize mois lors de l'état d'urgence. En 1980, il adhère au Bharatiya Janata Party (BJP) et siège au conseil législatif de l'Andhra Pradesh de 1980 à 1985. En 1996, il se fait élire au Rajya Sabha, la chambre haute du parlement indien. En 1999, il sert pendant quelques mois comme ministre d'État de la Planification, des Statistiques et de l'Implantation des programmes. Il obtient ensuite le portefeuille des Transports ferroviaires. En 2000-2001, il devient le premier président du BJP issu de la caste des intouchables.

### Controverse
En 2001, le média en ligne Tehelka diffuse une enquête filmée en caméra cachée, montrant plusieurs politiciens acceptant des pots de vin, dont Bangaru Laxman. À la suite de cette révélation, celui-ci démissionne de son poste de président du BJP. En 2012, il est condamné à quatre ans de prison pour corruption et emprisonné, mais libéré sous caution quelques mois plus tard pour raisons de santé.